# La Chaux-de-Fonds
La Chaux-de-Fonds (njemački: Grundkalk) je glavni grad distrikta La Chaux-de-Fonds u kantonu Neuchâtel, na sjeverozapadu Švicarske, nekoliko kilometara od Francuske. 
Grad se nalazi na Jurskim planinama, na 1000 metara nadmorske visine, a poslije Ženeve i Lausanne je treći grad po veličini u Švicarskoj s većinskim stanovništvom koje govori francuski jezik. Gradovi La Chaux-de-Fonds i Le Locle su 2009. godine upisani na UNESCO-ov popis mjesta svjetske baštine u Europi kao "izvanredan primjer gradova koji su svoju industriju temeljili na proizvodnji satova, te su urbanizirani prema načelima urarske racionalne organizacije".

## Povijest
Arheolozi su pronašli lubanju i druge nalaze u obližnjoj špilji koji dokazuju da je ovo područje bilo naseljeno oko 10.000. pr. Kr. (epipaleolitik). Polovicom 14. stoljeća, tada šumovito područje, je kolonizirano s juga i našlo se pod upravom gospodara Valangina. Glavna gospodarska grana je bila poljoprivreda, iako je ovo područje škrto plodnim zemljištem zbog velike visine i poroznog pjeskovitog tla koje nije moglo zadržavati vodu. Prva crkva je izgrađena tek 1528. godine, u vrijeme kada je grad postao važnim raskrižjem na putu od Neuchâtela u Franche-Comté.
Tijekom Tridesetogodišnjeg rata grad je napredovao zbog svog povoljnog položaja za trgovinu, i zbog toga što su druga, povoljnija područja, bila opasnija. Gospodarstvo polako jača u 18. stoljeću uspostavom industrijske proizvodnje čipke i satova. Pierre Jacquet-Droz i njegova obitelj su bili najpoznatiji urari svog doba, a najpoznatiji su bili po svom automatonu, rijetkim strojem koji se sam navijao. God. 1794., grad je uništio veliki požar i 1835. godine započelo se s njegovom obnovom za koju je Charles-Henri Junod napravio urbanistički plan koji je postao svjetski poznat zbog svoje moderne geometrijske organizacije u obliku pravilne mreže ulica, za razliku od većine tadašnjih europskih gradova koji su imali proizvoljne i nepravilne mreže ulica. Glavna avenija je nazvana po švicarskom slikaru Louis-Leopoldu Robertu koji je rođen u La Chaux-de-Fondsu 1794. godine.

## Znamenitosti
U ovom gradu su nastale brojne tvrtke koje su proizvodile satove i koje su unaprijedile njihovu proizvodnju, izumom mikrotehnologije, ali i izvoz satova. Urbanistički plan La Chaux-de-Fondsa, s početka 19. stoljeća, arhitekta Charles-Henrija Junoda, je utjelovio načela urarskog ceha grada koja počivaju na racionalizaciji i preciznosti. Tako je nastao plan pravilne mreže ulica otvorenog grada gdje se izmjenjuju stambene četvrti s radionicama. Takav plan je omogućio prirodan prijelaz iz manufakturne u industrijsku proizvodnju u 19. stoljeću. To je izvanredan primjer jednoindustrijskog manufakturnog grada koji je još uvijek živ i aktivan.
U La Chaux-de-Fondsu se nalazi Internacionalni muzej proizvodnje satova (Musée International d'Horlogerie), u zgradi koju je donirala obitelj proizvođača satova Gallet, 1899. godine.
Koncem 19. stoljeća građevine su građene većinom u stilu secesije, a u gradu se nalazi i prvo samostalno djelo velikog švicarskog modernog arhitekta, koji je rođen u La Chaux-de-Fondsu, Villa Jeanneret-Perret ili "Bijela kuća" (Maison blanche) arhitekta Le Corbusiera iz 1912. godine.
- Trg La Guinguette
- Knjižnica na aveniji Louis-Leopold Robert
- Vila Jeanneret-Perret arhitekta Le Corbusiera
- L'Espacité, gradska vijećnica

### Proizvođači satova
| Mnoge svjetski slavne tvtrke koje proizvode satove su zasnovane u La Chaux de Fondsu: - Gallet & Co., Julien Gallet, 1826. - Invicta Watch Group, Raphael Picard, 1837. - Omega SA, 1848. - Girard-Perregaux, Constantin Girard i Marie Perregaux, 1856. - Heuer Leonidas, sada TAG Heuer, Edouard Heuer, 1860. - Movado, Achilles Ditesheim, 1881. - Rotary, Moise Dreyfuss, 1895. - Zaštitini znak Rolex registrirao je Hans Wilsdorf 1908. godine, a njegova tvrtka Wilsdorf & Davis u Londonu je kasnije promijenila ime u Rolex Watch Company, Geneva i Biel/Bienne. - Bouchet-Lassale SA, 1978. | A u La Chaux-de-Fondsu djeluju i drugi proizvođači satova: - Girard-Perregaux, osnovana 1791. god. u Ženevi, - Cartier, - TAG Heuer, - Corum, - Breitling, - Juvenia, - British Masters, - Movado, - Ulysse Nardin, - Bell & Ross |

## Slavni stanovnici
| - Pierre Jaquet-Droz, urar i izumitelj - Armand Borel, matematičar rođen u La Chaux-de-Fondsu - Louis-Leopold Robert, slikar rođen u La Chaux-de-Fondsu 1794. - Numa Droz, političar rođen u La Chaux-de-Fondsu 1844. | - Louis Chevrolet, osnivač tvrtke Chevrolet rođen u La Chaux-de-Fondsu 1878. - Le Corbusier, švicarski arhitekt rođen u La Chaux-de-Fondsu 1887. - Blaise Cendrars, pjesnik i spisatelj rođen u La Chaux-de-Fondsu 1887. god. kao Frédéric Louis Sauser - Vladimir Lenjin je jedno vrijeme prognanstva proveo u La Chaux-de-Fondsu |

## Vanjske poveznice
- La Chaux-de-Fonds, službena stranica grada (fr.)(tal.)(engl.)
- Svjetski dan urarstva, 7. studenog 2009., u La Chaux-de-Fonds  Arhivirana inačica izvorne stranice od 14. rujna 2009. (Wayback Machine) (engl.)
- La Chaux-de-Fonds / Le Locle: Galerija fotografija  Arhivirana inačica izvorne stranice od 28. rujna 2012. (Wayback Machine)